# Sprzęgło indukcyjne
Sprzęgło indukcyjne – w teorii napędów elektrycznych jest to mechanizm służący do przenoszenia momentu obrotowego między wałami maszyn. Należy do grupy sprzęgieł elektromagnetycznie sterowanych. Umożliwia długotrwałą i płynną regulację prędkości kątowej i momentu przenoszonego.
W jego budowie konstrukcyjnej zasadniczo wyróżnia się dwa elementy:
- część bierną, napędzaną przez silnik,
- część czynną, połączoną z wałem maszyny napędzanej.

Często usytuowanie części czynnej sprzęgła po stronie maszyny roboczej ma uzasadnione znaczenie w mniejszym zużywaniu się zespołu pierścieniowo-szczotkowego, doprowadzającego do uzwojenia prąd wzbudzający. Część bierna i czynna mogą być umieszczone bezpośrednio na wałach silnika i maszyny napędzanej lub posiadać własne łożyskowania, co ma miejsce głównie w sprzęgłach o bardzo dużych mocach przenoszonych. Spotkać można również rozwiązania, w których silnik napędowy i sprzęgło znajdują się we wspólnej obudowie.
Różne odmiany sprzęgieł indukcyjnych wynikają głównie z różnej budowy ich części czynnych. Część czynna zawiera uzwojenie wzbudzające sprzęgło związane z jego obwodem magnetycznym. Można wyróżnić następujące wykonania tego obwodu:
- z biegunami jawnymi,
- z biegunami palcowymi (pazurowymi),
- z użłobkowaniem.

## Sposób działania
Strumień magnetyczny zamyka się przez uzwojenie części czynnej, co następuje poprzez część bierną sprzęgła, która ma kształt bębna i wykonana jest z litej stali.
W części biernej indukowane są prądy wirowe, których pole magnetyczne oddziałując na pole części czynnej, powoduje przenoszenie momentu napędowego. Przenoszenie możliwe jest tylko przy pracy sprzęgła z poślizgiem między jego częściami, podobnie jak ma to miejsce w silniku asynchronicznym. Dlatego sprzęgła te nazywane są także wiroprądowymi sprzęgłami poślizgowymi lub asynchronicznymi.
Poślizg występujący pomiędzy częścią czynną i bierną wyraża się następującym wzorem:
{\displaystyle s={\frac {\omega _{1}-\omega _{2}}{\omega _{1}}},}
gdzie:
{\displaystyle \omega _{1}} – prędkość kątowa części czynnej (wału silnika napędowego),
{\displaystyle \omega _{2}} – prędkość kątowa części biernej.
Gdy część czynna sprzęgła napędzana jest silnikiem asynchronicznym. Prędkość {\displaystyle \omega _{1}} zależna jest od obciążenia napędu. Na przebieg charakterystyk mechanicznych ma znaczny wpływ stan nagrzania elementów sprzęgła. Wraz ze wzrostem temperatury wzrasta rezystywność części biernej sprzęgła, co powoduje zmniejszenie momentu przenoszonego. Kształtowanie charakterystyk mechanicznych sprzęgła odbywa się przez określenie wymiarów oraz liczby biegunów i rodzaju użytych materiałów.

## Zalety i wady sprzęgieł indukcyjnych
Zalety to głównie:
- dość duża niezawodność,
- prostota sterowania, gdyż regulujemy tylko jedną wielkość,
- płynna regulacja przenoszenia mocy, momentu i prędkości kątowej,
- samoczynne ograniczenie przenoszonego momentu,
- możliwość pracy hamulcowej.

Wadami są między innymi:
- stosunkowo duże wymiary i masa sprzęgła,
- mała sprawność.

## Zastosowanie
Indukcyjne sprzęgła poślizgowe znajdują zastosowanie głównie w napędach obrabiarek, maszynach technologicznych, przemyśle kablowym oraz układach przeniesienia napędu statków.